# Arnold Petersen (Politiker)

Arnold Petersen

Arnold Petersen (* 28. März 1892 in Hamburg; † 18. Februar 1953 ebenda) war ein deutscher Politiker (NSDAP).

## Leben und Wirken
Nach dem Besuch der Volksschule und der Berufsschule erlernte Arnold Petersen das Malerhandwerk. Von 1912 bis 1914 gehörte er der kaiserlichen Armee an, mit der er von 1914 bis 1918 am Ersten Weltkrieg teilnahm, in dem er unter anderem mit dem Eisernen Kreuz II. Klasse und dem Frontkämpferkreuz ausgezeichnet wurde. 1921 machte Petersen sich als Malermeister selbständig.
Zum 1. Oktober 1930 trat Petersen in die NSDAP ein (Mitgliedsnummer 346.196). In dieser übernahm er unter anderem das Amt eines Kreisleiters. Nach 1933 wurde er außerdem Präsident der Gewerbekammer Hamburg und Ratsherr der Stadt Hamburg. Hinzu kam die Mitgliedschaft im Beirat des Deutschen Handwerker- und Gewerbekammertag. Er war zudem Präsident der Gauwirtschaftskammer.
Vom 29. März 1936 bis zum Ende der NS-Herrschaft im Frühjahr 1945 saß Petersen zudem als Abgeordneter für den Wahlkreis 34 (Hamburg) im nationalsozialistischen Reichstag.